# Cinturó de l'Empordà
El Cinturó de l'Empordà és una competició ciclista per etapes que es va disputar a l'Empordà des del 2000 al 2011. Fins al 2007 fou una cursa reservada a ciclistes amateurs. El 2008 s'obrí als professionals, passant a formar part del circuit UCI Europa Tour amb una categoria 2.2.
Era l'hereu de l'antiga Volta a l'Empordà, una cursa que es va córrer de 1961 a 1997 amb gran nomenada entre el ciclisme amateur.

## Palmarès parcial de la Volta a l'Empordà
| Any  | Vencedor                 | Segon                | Tercer             |
| ---- | ------------------------ | -------------------- | ------------------ |
| 1975 | José Enrique Cima        | Paul Wellens         |                    |
| 1978 | Guy Nulens               |                      |                    |
| 1979 | Jan Bogaert              |                      | Benny Van Brabant  |
| 1981 | Ronny Penxten            | Jos Haex             |                    |
| 1982 | Teun van Vliet           | Pello Ruiz Cabestany |                    |
| 1985 | José Luis Villanueva     | Henri Abadie         |                    |
| 1986 | John van den Akker       | Luc Leblanc          | Johannes Draaijer  |
| 1987 | Francisco Javier Mauleón | Manuel Gonzalo       |                    |
| 1989 | Bruno Huger              | Jörg Paffrath        | Jens Zemke         |
| 1990 | Marc Wauters             | Dimitri Tcherkachine | Sylvain Bolay      |
| 1993 | Jaime Hernández          |                      |                    |
| 1994 | Michael Andersson        | Nicklas Axelsson     | Guennadi Mikhailov |

## Palmarès del Cinturó de l'Empordà
| Any  | Vencedor               | Segon              | Tercer                   |
| ---- | ---------------------- | ------------------ | ------------------------ |
| 2000 | Sergi Escobar          |                    |                          |
| 2001 | Didac Cuadros          |                    |                          |
| 2002 | Santiago Segú          |                    |                          |
| 2003 | Lars Teutenberg        | Jean-Luc Delpech   | Fabien Fraissignes       |
| 2004 | Rémi Pauriol           | Karl Zoetemelk     | Huub Duyn                |
| 2005 | Giovanni Báez          | Isaac Escola       | Dani Vancells            |
| 2006 | Rafael Rodríguez       | Loïc Herbreteau    | Ibon Zugasti             |
| 2007 | Gatis Smukulis         | Fabien Fraissignes | Sébastien Fournet-Fayard |
| 2008 | Luca Zanasca           | Antonio Olmo       | Mikel Nieve              |
| 2009 | Francisco José Ventoso | Ibon Zugasti       | Emanuele Sella           |
| 2010 | José Herrada           | Moisés Dueñas      | Vicente García de Mateos |
| 2011 | Paul Voss              | Julien Antomarchi  | Adrián Sáez de Arregui   |